# Freycinetia ponapensis
Freycinetia ponapensis är en enhjärtbladig växtart som beskrevs av Ugolino Martelli. Freycinetia ponapensis ingår i släktet Freycinetia och familjen Pandanaceae. Inga underarter finns listade.